# 萊佛士坊一號
萊佛士坊一號（英語：One Raffles Place），前稱華聯銀行大廈，是新加坡第二高的建筑物之一，與大華銀行大廈一座、共和大廈高度相同，而這三幢大廈均位于莱佛士坊。而在國浩大廈2016年完工前，這三幢大廈更是新加坡最高建築物。萊佛士坊一號一座在1986年落成時，是亞洲最高摩天大廈，直至1989年香港中銀大廈封頂後才被超越。

## 概要
萊佛士坊一號共設兩座寫字樓，由在1986年完工的一座（連基座），以及於2008-2012年間加建的二座組成，而兩座建築物分別由日本著名建築師丹下健三及其兒子丹下憲孝設計，鹿島建設施工。其中，63層高的一座在建成時作為華聯銀行總行所在地，並名為華聯銀行大廈。在華聯銀行被併購後，大廈先落入併購該行的大華銀行手中，再於2006年應監管當局要求，再售予華聯企業。
及後，此廈於2008年起加建38層高的第二座，並於四年後完工。